# Poblana
Genre
Le genre Poblana regroupe plusieurs espèces de poissons de la famille des Atherinopsidae.

## Liste des espèces
- Poblana alchichica - de Buen, 1945
- Poblana ferdebueni - Solórzano et López, 1965
- Poblana letholepis - Alvarez, 1950
- Poblana squamata - Alvarez, 1950